# Фрањо Пирц
Фрањо Пирц (Содражица, 22. јануар 1899 — Содражица, 22. јун 1954) био је војни пилот и генерал ваздухопловства у служби Аустроугарске војске, Краљевине Југославије, НДХ и ФНР Југославије. Први је командант РВ и ПВО ФНРЈ.

## Биографија
У Аустроугарској војсци је завршио официрску школу.
Борио се у аустроугарској војсци током Првог светског рата. Завршио је правни факултет. Примљен је у војну службу у Краљевини Југославији. Завршио је извиђачку, пилотску и ловачку школу и курс опште обуке.
Други светски рат дочекао је као први заповедник 2. борбеног пука Ваздухопловства Краљевине Југославије. Након Априлског рата придружује се ваздухопловству НДХ, где је од 1941. и 1943. био шеф њене оперативне секције.
1943. године прелази у партизане, где му је признат чин пуковника Хрватске домобранске гарде.  1. септембра 1944. године унапређен је у чин партизанског генерал-мајора.
Убрзо је постао и шеф ваздухопловног одељења ВС НОВ и ПОЈ. Од 29. октобра 1944. до 9. августа 1945. био је први командант Ратног ваздухопловства НОВЈ и ЈА. Његов заменик је био пуковник Божо Лазаревић. Од 9. августа 1945. до 1. октобра 1946. био је командант ВЛ ПЗО ФНРЈ. Од 1946. до 1949. био је југословенски амбасадор у Аргентини. Тада се определио за Информбиро. Након његовог опозива, остао је тамо као емигрант.
Касније се вратио и живео у Београду. Преминуо је 22. јуна 1954. у свом родном месту, где је и сахрањен. (према неким изворима сахрањен је у Љубљани).